# قانون نظام مهندسی و کنترل ساختمان
نظام مهندسی و کنترل ساختمان، عبارت است از مجموعه قانون، مقررات، آیین‌نامه‌ها، استانداردها و تشکلهای مهندسی، حرفه‌ای و صنفی که در جهت رسیدن به اهداف منظور در این قانون، تدوین و به مورد اجرا، گذاشته می‌شود.

## تاریخچه
قانون نظام مهندسی و کنترل ساختمان در قالب لایحه شمارهٔ ۶۲۷۴۳، در تاریخ ۲۰ تیر ۱۳۷۴ خورشیدی، از طرف دولت، به مجلس شورای اسلامی فرستاده شد که در همان تاریخ، یک فوریت آن، به تصویب رسید. در تاریخ سه شنبه، ۲۲ اسفند ۱۳۷۴ خورشیدی، این قانون، با اعمال اصلاحاتی، در ۴۲ ماده، ۲۱ تبصره و ۶۰ بند، به تصویب مجلس شورای اسلامی و در تاریخ ۱۳۷۴/۱۲/۲۷ خ، به تأیید شورای نگهبان، رسید و مطابق اصل ۱۲۳ قانون اساسی، برای امضاء و اجرا، به ریاست جمهوری، فرستاده شد.
این قانون، از تاریخ ۹ فروردین ۱۳۷۵ خورشیدی، جهت اجرا، به وزارت راه و شهرسازی، ابلاغ گردید.
به موجب این قانون، در هر استان از کشور، تشکیلاتی، به نام سازمان نظام مهندسی ساختمان استان، تشکیل می‌گردد. همچنین، اشتغال اشخاص حقیقی و حقوقی به آن دسته از امور فنی در بخش‌های ساختمان و شهرسازی که توسط وزارت یاد شده تعیین می‌شود، مستلزم داشتن صلاحیت حرفه‌ای است. این صلاحیت در مورد مهندسان از طریق پروانه اشتغال به کار مهندسی و در مورد کاردانهای فنی و معماران تجربی از طریق پروانه اشتغال به کار کاردانی یا تجربی و در مورد کارگران ماهر از طریق پروانه مهارت فنی احراز می‌شود. مرجع صدور پروانه اشتغال به کار مهندسی و پروانه اشتغال به کار کاردانی و تجربی وزارت مسکن و شهرسازی و مرجع صدور پروانه مهارت فنی وزارت کار و امور اجتماعی تعیین می‌گردد. شرایط و ترتیب صدور، تمدید، ابطال و تغییر مدارک صلاحیت حرفه‌ای موضوع این ماده و چگونگی تعیین، حدود صلاحیت و ظرفیت اشتغال دارندگان آنها، در آئین‌نامه اجرایی این قانون معین می‌شود.

## اهداف
اهداف و خط مشی قانون نظام مهندسی و کنترل ساختمان عبارتند از:
1. تقویت و توسعه فرهنگ و ارزش‌های اسلامی در معماری و شهرسازی
2. تنسیق امور مربوط به مشاغل و حرفه‌های فنی و مهندسی، در بخش‌های ساختمان و شهرسازی
3. تأمین موجبات رشد و اعتلای مهندسی در کشور
4. ترویج اصول معماری و شهرسازی و رشد آگاهی عمومی نسبت به آن و مقررات ملی ساختمان و افزایش بهره‌وری
5. بالا بردن کیفیت خدمات مهندسی و نظارت بر حسن اجرای خدمات
6. ارتقای دانش فنی صاحبان حرفه‌ها در این بخش
7. وضع مقررات ملی ساختمان به منظور اطمینان از ایمنی، بهداشت، بهره‌دهی مناسب، آسایش و صرفه اقتصادی و اجراء و کنترل آن در جهت حمایت از مردم به عنوان بهره برداران از ساختمان‌ها و فضاهای شهری و ابنیه و مستحدثات عمومی و حفظ و افزایش بهره‌وری منابع مواد و انرژی و سرمایه‌های ملی
8. تهیه و تنظیم مبانی قیمت‌گذاری خدمات مهندسی
9. الزام به رعایت مقررات ملی ساختمان، ضوابط و مقررات شهرسازی و مفاد طرح‌های جامع و تفصیلی و هادی از سوی تمام دستگاه‌های دولتی، شهرداریها، سازندگان، مهندسین، بهره برداران و تمام اشخاص حقیقی و حقوقی مرتبط با بخش ساختمان به عنوان اصل حاکم بر کلیه روابط و فعالیت‌های آن‌ها و فراهم ساختن زمینه همکاری کامل میان وزارت مسکن و شهرسازی، شهرداریها و تشکلهای مهندسی و حرفه‌ای و صنوف ساختمان
10. جلب مشارکت حرفه‌ای مهندسان و صاحبان حرفه‌ها و صنوف ساختمانی در تهیه و اجرای طرح‌های توسعه و آبادانی کشور

## قانون نظام مهندسی و کنترل ساختمان
برای تأمین مشارکت هر چه وسیع تر مهندسان در انتظام امور حرفه‌ای خود و تحقق اهداف این قانون در سطح کشور، سازمان نظام مهندسی ساختمان که از این پس، در این قانون، به اختصار، سازمان، خوانده می‌شود و در هر استان، یک سازمان، به نام سازمان نظام مهندسی ساختمان استان که از این پس، به اختصار، سازمان استان، نامیده می‌شود؛ طبق شرایط یاد شده در این قانون و آئین‌نامه اجرایی آن، تأسیس می‌شود. سازمان‌های یاد شده، غیرانتفاعی بوده و تابع قوانین و مقررات عمومی حاکم بر موسسات غیرانتفاعی می‌باشند. (ماده ۳)

## رشته‌های اصلی نظام مهندسی و کنترل ساختمان
رشته‌های اصلی نظام مهندسی و کنترل ساختمان، عبارتند از:
1. مهندسی معماری (صلاحیت نظارت، طراحی، اجرا)
2. مهندسی عمران (صلاحیت نظارت، محاسبات، اجرا)
3. مهندسی تأسیسات مکانیکی (صلاحیت نظارت، طراحی، اجرا)
4. مهندسی تأسیسات برقی (صلاحیت نظارت، طراحی، اجرا)
5. شهرسازی
6. نقشه‌برداری
7. ترافیک[۵]